# Giulio Strozzi
Giulio Strozzi, né en 1583 à Venise et mort le 31 mars 1652 dans la même ville, est un poète, librettiste et dramaturge italien.

## Biographie
Né à Venise, en 1583, fils naturel d’un noble florentin, s’exerça d’abord dans la poésie ; mais ses essais ne furent point heureux. En 1608, il se rendit à Rome où il devint le fondateur d’une académie, qui, sous le nom des Ordinati, devait balancer le crédit de celle des Umoristi, auxquels il ne pardonnait pas de faire peu de cas de ses vers. Les nouveaux académiciens, qui avaient obtenu du cardinal Deti la permission de se rassembler dans son palais, eurent un début si favorable qu’ils donnèrent pour un moment à leurs rivaux lieu de craindre d’en rester éclipsés. Ottavio Tronsarelli attirait surtout beaucoup de monde à ces réunions, que les Aldobrandini protégeaient, et où les musiciens venaient souvent dissiper l’ennui causé par les poètes. Mais cette vogue ne dura pas longtemps : le cardinal se lassa du train que l’on faisait dans sa maison ; et Strozzi, parvenu à la place de protonotaire apostolique, négligea ses confrères, qui ne tardèrent pas à se disperser. Après un assez long séjour à Rome, il prit la résolution de retourner à Venise, où, entraîné par sa passion pour la musique, il forma une société philharmonique (sous le nom des Unisoni), à la tête de laquelle on vit briller sa fille adoptive Barbara, l’une des plus fortes musiciennes de son temps. Il s’amusait aussi à composer des drames, dans lesquels il déployait une imagination sans frein. Il trouvait moyen d’y faire entrer des devises, des jeux de mots, des anagrammes, qui sillonnaient la scène en lettres de feu. Ces jongleries enlevaient tous les suffrages et donnèrent une telle célébrité à l’auteur, qu’une de ses pièces fut jouée avec un grand luxe de décorations devant la cour de Louis XIV, l’année même (1645) qu’il fallait des protecteurs à Corneille pour y faire admirer Rodogune. Strozzi, qui s’était aussi essayé dans l’épopée, avait enfanté un long poème, en vingt-quatre chants, sur la fondation de Venise. Le peu de succès de cette tentative lui fit songer à se frayer une nouvelle route, et ce fut alors qu’il s’attacha définitivement au théâtre. Il mourut à Venise, en 1660.

## Œuvres

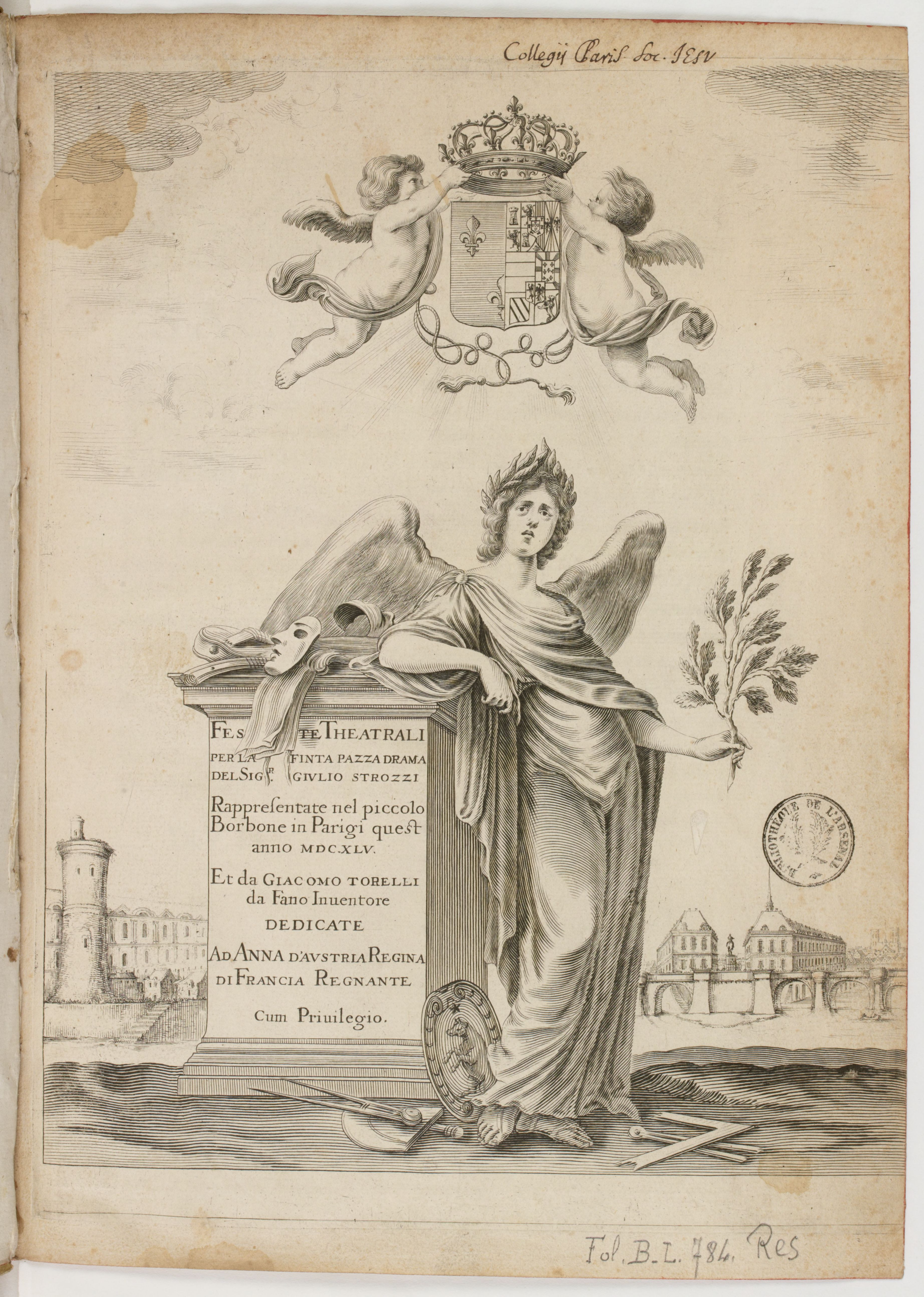
Frontispice de La finta pazza, Paris, 1645. Une femme ailée, symbolisant peut-être l'art théâtral, est debout, appuyée à un piédestal, sur lequel on lit le titre. En haut, les armoiries de la reine; sur le terrain, celles de Giacomo Torelli.

- Esequie fatte in Roma a Ferdinando I, gran duca di Toscana, Rome, 1609, in-4° ;
- Erotilla, tragedia, Venise, 1615, in-4° ;
- Esequie fatte in Venezia a Cosimo II, gran duca di Toscana, ibid., 1621 , in-fol., fig. ;
- Il Natale d’Amore, anacronismo , ibid., 1622, in-12 ;
- L’Eruditissime osservazioni sopra le cerimonie ecclesiastiche della settimana santa, ibid., 1623, in-16 ;
- Venezia edificata, poema eroico, con gli argomenti di Francesco Cortesi, ibid.. 1624, in-fol., fig., avec le portrait de l’auteur ;
- Il Barbarigo, ovver l’amico sollevato, poema eroico, ibid., 1626, in-4° et in-8°, fig., ouvrage en 5 chants ;
- La Proserpina rapita, anatopismo, ibid., 1630 in-4° ;
- Lettera sopra il solenne possesso preso dal cardinal Cornaro, patriarca di Venezia, ibid., 1632, in- 4° ;
- Delia, o la Sera sposa del sole, dramma, ibid. , 1639, in-12 ;
- La finta pazza, o Achille in Sciro, Plaisance, 1641, in-4°, réimprimé sous le titre suivant : Feste teatrali per la finta pazza, Paris, 1645, in-folio, fig. (lire en ligne). Le célèbre Torelli dirigea le jeu des machines, lorsque ce drame fut donné à la salle du Petit-Bourbon ;
- La finta savia, dramma, Venise, 1643, in-12 ;
- Romolo e Remo, dramma, ibid., 1645, in-12 ;
- Le nozze di Peleo e di Teti, commedia, 1654, in-4°, avec la traduction française.